# Olivier Schoenfelder

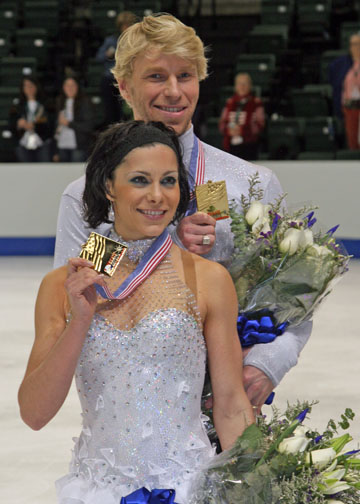
Olivier Schoenfelder

Olivier Schoenfelder (Belfort, 30 november 1977) is een in Franse kunstschaatser.
Schoenfelder is actief in het ijsdansen en zijn vaste sportpartner is Isabelle Delobel. Zij worden gecoacht door Muriel Zazoui en Romain Haguenauer. Schoenfelder heeft in het verleden internationale wedstrijden gereden met Emeline Girod.

## Loopbaan
In 1996 waren Delobel en Schoenfelder de zilverenmedaillewinnaars tijdens het WK junioren. Op het EK van 2005 werd middels de bronzen medaille het eerste eremetaal op een senioren kampioenschap behaald. Op het EK van 2007 werd de eerste internationale titel behaald, op het EK van 2008 een zilveren medaille en op het WK van 2008 de wereldtitel. Eind 2008 werd Delobel aan haar schouder geopereerd en werden alle kampioenschappen in het seizoen 2008/09 overgeslagen. Op het eerstvolgende kampioenschap, de Olympische Winterspelen van 2010, werden ze zesde.
Delobel en Schoenfelder zijn beiden getrouwd, maar niet met elkaar.

## Persoonlijke records
|                        | punten | datum      | toernooi |
| ---------------------- | ------ | ---------- | -------- |
| Hoogste totaalscore    | 212.94 | 21-03-2008 | WK 2008  |
| Hoogste verplichte kür | 41.25  | 22-01-2008 | EK 2008  |
| Hoogste originele kür  | 67.25  | 20-03-2008 | WK 2008  |
| Hoogste vrije kür      | 110.39 | 18-03-2005 | WK 2005  |

## Belangrijke resultaten
| Kampioenschap           | 94/95 | 95/96  | 96/97 | 97/98 | 98/99 | 99/00  | 00/01  | 01/02 | 02/03 | 03/04 | 04/05 | 05/06 | 06/07 | 07/08  | 08/09 | 09/10 |
| ----------------------- | ----- | ------ | ----- | ----- | ----- | ------ | ------ | ----- | ----- | ----- | ----- | ----- | ----- | ------ | ----- | ----- |
| Olympische Spelen       |       |        |       |       |       |        |        | 16e   |       |       |       | 4e    |       |        |       | 6e    |
| Wereldkampioenschap     |       |        |       | 18e   | 14e   | 11e    | 13e    | 12e   | 9e    | 6e    | 4e    | 5e    | 4e    | Goud   |       |       |
| Europees Kampioenschap  |       |        |       | 15e   | 12e   | 9e     | 10e    |       | 7e    | 4e    | Brons | 4e    | Goud  | Zilver |       |       |
| Nationaal Kampioenschap |       |        | 4e    | 4e    | Brons | Zilver | Zilver |       | Goud  | Goud  | Goud  | Goud  | Goud  | Goud   |       |       |
| WK junioren             | 4e    | Zilver |       |       |       |        |        |       |       |       |       |       |       |        |       |       |
| NK Junioren             | Brons | Goud   |       |       |       |        |        |       |       |       |       |       |       |        |       |       |